# シモーネ・ペッロッタ
シモーネ・ペッロッタ（Simone Perrotta, 1977年9月17日 - ）は、イングランド・グレーター・マンチェスター・アッシュトン＝アンダー＝リン出身の元サッカー選手。元イタリア代表。ポジションはミッドフィールダー。
中盤ならどこでもこなすユーティリティ・プレイヤー。豊富な運動量を生かした激しい当たりと、鋭い読みでの潰しを得意とする。

## クラブ経歴
レッジーナのユースチームで育ち、1995年にセリエBでデビューを果たすと、チームの中心選手となっていった。
レッジーナでの活躍を受けて、1998年にユヴェントスFCに加入する。しかし当時のユヴェントスの中盤にはジネディーヌ・ジダン、ディディエ・デシャン、アントニオ・コンテといった強力な選手がいたために多くの出場機会を得ることは出来なかった。
その後バーリへの移籍を経て、2001年にACキエーヴォ・ヴェローナに移籍するとそこで自らの才能を開花させることになった。移籍初年度の2001-02シーズンにはエウジェニオ・コリーニと共にキエーヴォの中盤の軸となり、ミラクル・キエーヴォの一員としてチームの5位躍進に貢献した。その後の2シーズンもチームが7位、9位と安定した成績を残す中で、自らもコンスタントに結果を残した。
2004年にASローマに移籍してからは攻撃面において進歩し、特にペナルティエリア付近に飛び込んでのシュートを得意とした。2007-08シーズンから2シーズンは、CFにコンバートされたフランチェスコ・トッティに代わり攻撃的MFのポジションを任され、ローマのゼロトップシステムの要として活躍した。トッティとのコンビネーションはゼロトップシステムの核ともいえる。ゲームメイキング能力は突出しているとは言えないが、展開を読み、それに応じたプレーをする頭のいい選手であり、ユーティリティ・プレイヤーであることから、監督から重宝される選手と評価されている。
2013年6月29日、現役引退を公表した。引退後は、イタリアサッカー連盟の職員として、テレビなどで活躍している。

## 代表経歴
イングランド代表を選ぶ権利も有していたが、U-21代表でイタリア代表を選択。2002年11月20日トルコ代表戦でイタリアA代表のデビューを果たした。
UEFA EURO 2004のメンバーに選ばれ、ブルガリア代表戦では得点を決めるも、チームはグループリーグ敗退となった。
2006 FIFAワールドカップ本大会ではマルチェロ・リッピ率いるイタリア代表メンバーに選出。ヨーロッパ予選ではほとんど出番はなかったものの、本大会ではレギュラーメンバーとして活躍。グループリーグから決勝まで全試合に出場し、チームの4度目の優勝に貢献した。
ワールドカップ後に新たに就任したロベルト・ドナドーニ監督のもと、2007年11月21日のUEFA EURO 2008予選フェロー諸島戦で初めてイタリア代表のキャプテンを任された。本大会のメンバーにも選出され3試合に出場するも、チームは準々決勝でスペイン代表に敗れた。
2009年2月10日の親善試合のブラジル代表戦を最後にイタリア代表を引退した。

## 人物
マンチェスター出身のため英語が流暢に話せる。

## 代表歴

### 出場大会
- イタリア代表
  - 2006 FIFAワールドカップ

### 試合数
- 国際Aマッチ 48試合 2得点（2002年-2009年）[5]

| イタリア代表 | 国際Aマッチ | 国際Aマッチ |
| 年           | 出場        | 得点        |
| ------------ | ----------- | ----------- |
| 2002         | 1           | 0           |
| 2003         | 11          | 0           |
| 2004         | 9           | 1           |
| 2005         | 0           | 0           |
| 2006         | 13          | 1           |
| 2007         | 5           | 0           |
| 2008         | 8           | 0           |
| 2009         | 1           | 0           |
| 通算         | 48          | 2           |

## タイトル

### クラブ

#### ASローマ
- コッパ・イタリア：2006-07、2007-08
- スーペルコッパ・イタリアーナ：2007

#### 代表
- UEFA U-21 欧州選手権2000
- 2006 FIFAワールドカップ

### 個人
- コッパ・イタリア2006-07　得点王